# Вила рустика
Вила рустика (от латински: villa rustica, селска вила или вила в провинцията) е терминът, използван от древните римляни за обозначаване на селска къща или вила, разположена в провинцията и със селскостопанска част, което се отнася за по-голямата част от римските вили. В някои случаи те са били в центъра на голямо земеделско имение (латифундия).
Прилагателното rustica се използва за разграничаването на този тип вили от много по-рядко срещаните крайградски вили за почивка (отиум вили, от лат.: otium - почивка, свободно време), които служели единствено за отдих и обикновено били разположени в Неаполския залив. За разлика от тях вила рустика служи за постоянна резиденция на собственика на земята и неговото семейство, слуги и роби и е център на управлението на земеделското стопанство. Често се състои от отделни сгради за настаняване на селскостопански работници и навеси и хамбари за животни и култури.
Вилите рустика може да имат различен дизайн, но обикновено се състоят от три части: основна къща (урбана), селскостопански център и фермерска част (рустикана). 

## Списък на вили рустика
Вили рустика са открити и съхранени из цяла Европа. Някои от тях са:
- Вила рустика в Алтхайм-Вайрадинг, Алтхайм, Австрия
- Вила Могорйело, Босна и Херцеговина

- Вила Армира, Ивайловград, България

- Вила Боскореале, Италия

- Бока до Рио, Португалия
- Кастело да Луза, Португалия
- Фонте до Мильo, Португалия
- Римска вила в Рабасал, Португалия
- Вила Торе де Палма, Португалия
- Римска вила в Сендим, Португалия

- Гьоккале, Турция

- Римска вила Бинор, Великобритания
- Римска вила на Боро Хил, Великобритания
- Римска вила Брейдинг, Великобритания
- Римска вила Чедуърт, Великобритания
- Римска вила Крофтън, Великобритания
- Римски дворец Фишборн, Великобритания
- Римска вила Гейдбридж Парк, Великобритания
- Римска вила Литълкот, Великобритания
- Римска вила Лулингстоун, Великобритания
- Римска вила Нюпорт, Великобритания
- Римска вила Пидингтън, Великобритания
- Римска вила Удчестър, Великобритания

- Вила рустика, Кустати, Франция
- Вила рустика, Монкаре, Франция
- Вила Монморин, Франция

- Вила рустика в Айгелтинген, Германия
- Вила урбана в Хайтерсхайм, Германия
- Вила рустика в Хиршберг, Германия
- Вила рустика в Карлсруе-Дурлах, Германия
- Вила рустика в Лангенау, Германия
- Вила рустика в Битигхайм-Бисинген, Германия

- Вила рустика в Гросбергхофен, Дахау, Германия

- Римска вила Хазелбург, Оденвалд, Германия

- Вила рустика Вайлберг, Бад Дюркхайм-Унгщайн, Германия
- Вила Отранг, Флисем, Германия
- Вила рустика в Саресдорф, Германия

- Римска вила Борг, Германия
- Римска вила в Нениг, Германия

- Вила рустика от IV в. в село Горня Буковица, Валево, Сърбия

- Вила рустика в Беликон, Швейцария
- Вила рустика, Зофинген, Швейцария

- Иргенхаузен Каструм (построен върху останките от някогашна вила рустика), Швейцария
- Вила във Ветцикон-Кемптен, Швейцария